# Antoni Gilabert Fornés
Antoni Gilabert Fornés (Pedreguer, 1716 - Valencia, 1792) fue un arquitecto español, que dirigió el proceso que, a lo largo de último tercio del siglo XVIII, se puso en marcha en la catedral de Valencia para renovarla y dotarla de un aspecto neoclásico homogéneo, huyendo del estilo gótico que en aquel tiempo era considerado obra de bárbaros.
Estudió arquitectura y matemáticas en la ciudad de Valencia junto con Tomás Vicente Tosca. Al principio de su carrera trabajó de aparejador, y en 1768 se encargó de la sección de arquitectura de la Real Academia de Bellas Artes de San Carlos, de la que fue nombrado director general en 1784.
Su trayectoria se enmarca en la transición entre el barroco y el neoclásico, habiendo construido obras en ambos estilos. Es el autor de algunas de las más importantes obras neoclásicas en la ciudad de Valencia y uno de los principales representantes e impulsores de este estilo. Entre 1758 y 1760 proyectó la fachada de la Aduana, actual Palacio de Justicia de Valencia. También remodeló la capilla de san Vicente Ferrer en el convento de Santo Domingo, aunque volviendo al estilo barroco. Desde 1774 dirigió el recubrimiento neoclásico de la nave central de la Catedral de Valencia. Otras obras importantes son la iglesia de las Escuelas Pías de Valencia (1767-1771), la celda de san Luis Beltrán en el convento de Santo Domingo, y el retablo del Monasterio de la Zaidía, también en la ciudad de Valencia. En cuanto a zonas rurales, proyectó las iglesias de La Alcudia, Turís y Gestalgar, así como la Capilla de Nuestra Señora la Virgen de la Soledad de Nules entre los años 1757 y 1769.